# Tuskegee
För andra betydelser, se Tuskegee (olika betydelser).
Tuskegee är en stad (city) i Macon County i delstaten Alabama, USA. Tuskegee är administrativ huvudort (county seat) i Macon County och säte för Tuskegee University.

## Kända personer från Tuskegee
- Rosa Parks
- Lionel Richie